# Beverly Bayne
Beverly Bayne, nata Pearl Von Name (Minneapolis, 11 novembre 1894 – Scottsdale, 18 agosto 1982), è stata un'attrice statunitense.

## Biografia
Nata come Pearl Von Name in Minnesota, a Minneapolis, all'età di sei anni si trasferì con la famiglia a Chicago, dove si trovavano gli  studi della Essanay, una delle prime e più importanti compagnie cinematografiche. A sedici anni, Beverly Bayne iniziò quasi per caso a fare l'attrice con uno stipendio di 35 dollari la settimana che, presto, salirono a 75. In pochi anni, arriverà a 350 dollari la settimana.
Nel 1912 girò il suo primo film. Per la Essanay lavoravano in quel periodo Gloria Swanson, Wallace Beery, Charlie Chaplin e Francis X. Bushman.

### In coppia con Bushman
Quest'ultimo la volle come partner e i due diventarono sullo schermo una coppia romantica, interpretando insieme 24 film. Nel 1916, lasciarono la Essanay per andare a lavorare alla Metro Pictures, dove restarono fino al 1918. Ma scoppiò lo scandalo quando il pubblico scoprì che i due attori avevano una relazione, nonostante Bushman fosse già sposato e padre di cinque figli. L'attore divorziò e sposò in segreto Beverly. La coppia lavorò nel frattempo anche a teatro, nel vaudeville e come guest star in commedie drammatiche. Nel 1924, i due divorziarono e la carriera di Bayne cominciò a declinare. Anche quella di Bushman ebbe una battuta d'arresto che, secondo Bushmnan, pare fosse dovuta al pessimo carattere di Louis B. Mayer che, trattato con scarso rispetto dal nuovo domestico di Bushman, si infuriò con l'attore tanto da rovinargli la carriera. Altri, invece, giunsero alla conclusione che il pubblico non avesse apprezzato il divorzio di Bushman.

### Ultimi anni
L'ultimo film muto di Beverly Bayne fu Passionate Youth del 1925. Da quel momento lavorò a teatro a Broadway e, nel 1940, alla radio.
La sua ultima apparizione cinematografica risale al 1948, in La città nuda di Jules Dassin in un piccolo ruolo. Sarà l'unico suo film sonoro. Nella sua carriera, Beverly Bayne apparve in 159 pellicole.
Si ritirò del tutto nel 1950 e andò a vivere a Scottsdale, in Arizona. Morì di attacco cardiaco nel 1982 all'età di 87 anni.

## Premi e riconoscimenti
Per il suo contributo all'industria cinematografica, l'8 febbraio 1960 le venne assegnata una stella sulla Hollywood Walk of Fame al 1752 di Vine Street.

## Filmografia parziale
- Teaching a Liar a Lesson, regia di Archer MacMackin (1912)
- The Rivals (1912)
- The Loan Shark (1912)
- A Soul Reclaimed (1912)
- A Good Catch (1912)
- The Legacy of Happiness (1912)
- Billy Changes His Mind (1912)
- The Mis-Sent Letter (1912)
- Springing a Surprise (1912)
- White Roses (1912)
- The Butterfly Net, regia di Archer MacMackin (1912)
- Billy McGrath's Love Letters (1912)
- The Supreme Test (1912)
- Seeing Is Believing (1913)
- When Soul Meets Soul, regia di Norman MacDonald (1913)
- Here's Your Hat (1913)
- What George Did (1913)
- The Farmer's Daughter (1913)
- Hypnotism in Hicksville (1913)
- Love and Lavallieres (1913)
- The Girl in the Case (1913)
- Teaching Hickville to Sing (1913)
- The Gum Man (1913)
- The Tale of a Clock (1913)
- The Trail of the Itching Palm (1913)
- The Will-Be Weds (1913)
- The Wardrobe Lady (1913)
- The Rival Salesmen (1913)
- Cousin Jane (1913)
- A Tango Tangle (1913)
- The Same Old Story (1913)
- Phillip March's Engagement (1913)
- Hilda Wakes (1913)
- A Brother's Loyalty, regia di Theodore Wharton (1913)
- The Divided House (1913)
- Witness 'A-3 Center' (1913)
- Re-Tagged (1913)
- What's the Matter with Father? (1913)
- The Forbidden Way (1913)

- The Whip Hand, regia di Archer MacMackin (1913)
- The Power of Conscience, regia di Theodore Wharton (1913)
- The Hermit of Lonely Gulch, regia di Theodore Wharton (1913)
- Sunlight, regia di Theodore Wharton (1913)
- The Right of Way, regia di Archer MacMackin (1913)
- For Old Time's Sake, regia di Theodore Wharton (1913)
- Dear Old Girl, regia di Theodore Wharton (1913)
- The Way Perilous, regia di Archer MacMackin (1913)
- The Love Lute of Romany, regia di Theodore Wharton (1913)
- The Toll of the Marshes, regia di Archer MacMackin (1913)
- The Death Weight (1913)
- The Little Substitute (1913)
- Smithy's Grandma Party (1913)
- The Stigma (1913)
- A Foot of Romance (1914)
- Through the Storm (1914)

- One Wonderful Night, regia di E.H. Calvert (1914)

- The Ambition of the Baron (1915)
- Graustark, regia di Fred E. Wright (1915)

- Pennington's Choice, regia di William Bowman (1915)

- The Wall Between, regia di John W. Noble (1916)
- Romeo and Juliet, regia di John W. Noble (1916)
- Under Suspicion, regia di Will S. Davis (1918)

- The Age of Innocence, regia di Wesley Ruggles (1924)
- The Tenth Woman, regia di James Flood (1924)
- Who Cares, regia di David Kirkland (1925)
- Passionate Youth, regia di Dallas M. Fitzgerald (1925)
- La città nuda (The Naked City), regia di Jules Dassin (1948)